# Minolta CLE
Minolta CLE — малоформатный дальномерный фотоаппарат с автоматической установкой экспозиции (приоритет диафрагмы).

## История
У немецкой компании Leica Camera и Minolta (Япония) имелся опыт сотрудничества, в 1973—1976 годах совместно выпускался фотоаппарат Leica CL.
Дальнейшей разработкой Minolta стал автоматический дальномерный фотоаппарат Minolta CLE, изготовленный на основе корпуса Leica CL. Камера оснащена TTL-экспонометрическим устройством и шторным затвором, который взводится механически, первая штора спускается так же механически, а вторая электрическим соленоидом, что позволяет точно отсекать выдержки без механического кулачка. Крепление объектива — байонет Leica M.
300 экземпляров фотоаппарата были выпущены с отделкой золотом, т. н. «Золотой выпуск» (CLE GOLD LIMITED) и продавались только в Японии.

## Технические характеристики
- Тип применяемого фотоматериала — плёнка типа 135.
- Размер кадра 24×36 мм.
- Корпус металло-пластмассовый, с откидной задней стенкой.
- Курковый взвод затвора и перемотки плёнки. Курок имеет два положения — рабочее и транспортное.
- Автоматический самосбрасывающийся счётчик кадров.
- Обратная перемотка плёнки головкой типа рулетка (на нижней панели).
- Крепление объектива — байонет Leica M.
  - Возможно применение оптики М39 через адаптер.
- К аппарату выпускались сменные объективы: M-Rokkor 2/40 (нормальный объектив), M-Rokkor 4/90 (телеобъектив) и M-Rokkor 2,8/28 (широкоугольный объектив).
- Видоискатель совмещён с дальномером, база дальномера 31,5 мм.
  - При применении длиннофокусных объективов может ухудшиться точность фокусировки.
- В поле зрения видоискателя видны автоматически переключаемые (при смене объектива) кадроограничительные рамки для объективов с фокусным расстоянием 28, 40 и 90 мм. Автоматическое переключение рамок определяется конструкцией байонета Leica M.
- Увеличение окуляра видоискателя 0,6×.
- Фотографический затвор — шторный, электронноуправляемый спуск второй шторы соленоидом.
- Выдержки затвора от 1 до 1/1000 с и «В», «невращающаяся» головка выдержек на верхней панели камеры.
- Выдержка синхронизации — 1/60 с, центральный синхроконтакт «Х». Возможно управление автоматическими фотовспышками с использованием TTL-экспонометрического устройства камеры.
- Обойма для крепления фотовспышки и сменных видоискателей.
- Электронный автоспуск.

### Автоматическая установка экспозиции
Фотоаппарат Minolta CLE имеет автоматическую установку экспозиции (приоритет диафрагмы) с помощью TTL-экспонометрического устройства.
Источник питания экспонометрического устройства — два элемента LR44/А76.
Головка ввода светочувствительности фотоплёнки совмещена с головкой установки выдержек. Значения светочувствительности 25-1600 ISO.